# 정효순
정효순(鄭孝淳, 1946년  ~ )은 대한민국의 EBS의 방송인이였다.

## 학력
- 창덕여자고등학교
- 이화여자대학교
- 연세대학교 언론홍보대학원 최고위자과정 수료

## 경력
- EBS 편성본부 본부장
- EBS 심의실 국장 대우위원

## 주요 연출작품
- EBS 다큐프라임